# Нахот
Нахот — общепринятое название минеральных источников в Южной Якутии.
Минеральные источники получили своё обозначение по названию ручья Аччыгый-Нохот, впадающего с правой стороны в реку Горбыллах. Таким образом, название «Нахот» является фонетической трансформацией слова «Нохот».
Топонимы Улахан-Нохот и Аччыгый-Нохот представлены на карте-схеме «Нерюнгри и его окрестности», составленной и приготовленной к печати Якутским аэрогеодезическим предприятием в 1989 г. В описании границ территории традиционного природопользования местного значения «Иенгринское» названия данных ручьев также приведены как Улахан-Нохот и Аччыгый-Нохот (см. материалы 1-й сессии депутатов Иенгринского наслежного совета от 09.10.2017 "О вынесении проекта решения «Об утверждении Генерального плана сельского поселения „Иенгринский эвенкийский национальный наслег“ Нерюнгринского района Республики Саха (Якутия)» для рассмотрения на публичных слушаниях".

## Расположение
Малый (Аччыгый) и Большой (Улахан) Нахот — правые притоки реки Горбыллах, Нерюнгринский район, Южная Якутия. Малонахотское месторождение минеральных вод славится скважиной по розливу минеральных вод «Нахот», а также геотермальным источником скважины 7-ГН. Недалеко находится посёлок Чульман (23 км по грунтовой дороге).
В конце 1980-х годов на источнике планировалось строительство санатория всесоюзного значения, но успели построить только дорогу. С развалом СССР идею забыли. В середине 1990-х рядом с геотермальным источником была построена база отдыха «Нахот». Главной изюминкой отдыха на базе является два бассейна с геотермальной водой из артезианской скважины ГН-7 Мало-Нахотского месторождения. Массу положительных эмоций доставляет пребывание в бассейне под открытым небом, особенно в 40-градусный мороз.

## Минеральная вода
На участке Термальный (ручей Малый Нахот), на глубине в интервале 1160—1764 м вскрыты термальные минеральные воды Архейского водоносного комплекса. По заключению Томского НИИ курортологии и физиотерапии воды участка Термальный малонахотского месторождения относятся к термальным, щелочным, слабоминерализованным, сульфатно-натриево-кальциевым. Содержание элементов, нормируемых ГОСТом 13273-88 (Сорг, фтор, свинец) не превышает предельно допустимой концентрации. Содержание кремниевой кислоты в среднем составляет 32,2 мг/л. Вода скважины 7-ГН может быть применена как лечебно-питьевая при лечении заболеваний печени и желчных путей, нарушений обмена веществ, урологических заболеваний, лечение опорно-двигательной системы. Воду участка «Термальный» можно считать дополнительным лечебным фактором Мало-Нахотского месторождения и является ещё одной разновидности минеральных вод, а также для лечебного использования в санаторно-курортных учреждениях.
Анализы, выполненные сразу после бурения скважины 7-ГН, показали содержание Сорг. 2,76 и 4,8 мг/л соответственно, кроме того, в воде содержались нафтеновые кислоты − 2,6 мг/л, аминокислоты — 0,48 мг/л, жирные кислоты — 0,23 мг-экв/л, фенолы до 0,016 мг/л.
Единственным курортом, использующим данные воды, является курорт Трускавец, где эксплуатация воды идет с производительностью 3 м/сут (средний дебит скв. 7-ГН — 780 м/сут), а по своим целебным свойствам воды нафтеновой группы не имеют аналогов.